# Laténa
Laténa je obec v kantonu Neuchâtel na západě Švýcarska.
Obec vznikla 1. ledna 2025 sloučením obcí Enges, Hauterive, Saint-Blaise a La Tène. Sídlo obecní správy je v Saint-Blaise. Název obce je odvozen od prehistorické lokality La Tène na břehu Neuchâtelského jezera.
Vzhledem k překročení hranice 10 000 obyvatel se obec hned po svém vzniku dle hledisek švýcarského Spolkového statistického úřadu stala městem.

## Geografie
Laténa se nachází asi 6 km východně od města Neuchâtel na severovýchodním břehu Neuchâtelského jezera. Východní hranici obce tvoří kanál Zihl, který odvodňuje Neuchâtelské jezero do Bielského jezera.